# Saint-Michel-de-Chabrillanoux
Saint-Michel-de-Chabrillanoux – miejscowość i gmina we Francji, w regionie Owernia-Rodan-Alpy, w departamencie Ardèche.
Według danych na rok 1990 gminę zamieszkiwało 238 osób, a gęstość zaludnienia wynosiła 20 osób/km² (wśród 2880 gmin regionu Rodan-Alpy Saint-Michel-de-Chabrillanoux plasuje się na 1390. miejscu pod względem liczby ludności, natomiast pod względem powierzchni na miejscu 984.).